# Касьянов, Анатолий Васильевич
Анатолий Васильевич Касьянов (3 марта 1939, деревня Новая-Каракуба, ныне село Красная Поляна Великоновоселковского района Донецкой области — 12 января 2025) — советский деятель, председатель Ворошиловградского (Луганского) облисполкома (1987—1990; 1991—1992), 1-й секретарь Северодонецкого горкома КПУ (1979—1984). Член Ревизионной Комиссии КП Украины в 1981—1986 годах. Член ЦК КП Украины в 1990—1991 годах. Народный депутат СССР в 1989—1991 годах. Государственный служащий 1-го ранга (.04.1994).

## Биография
Окончил среднюю школу. В 1956—1961 годах — студент дорожно-строительного факультета Харьковского автомобильно-дорожного института.
В августе 1961 — июле 1964 г. — мастер, прораб, старший прораб строительного управления № 4 треста «Лисичанскжилстрой» Луганской области. В июле 1964 — январе 1974 г. — главный инженер, начальник строительного управления № 1 треста «Северодонецкжилстрой» Луганской области.
Член КПСС с 1969 года до запрета партии украинскими властями в августе 1991 года.
В январе 1974—1979 г. — 2-й секретарь Северодонецкого городского комитета КПУ Ворошиловградской области. В 1979 — декабре 1984 г. — 1-й секретарь Северодонецкого городского комитета КПУ Ворошиловградской области.
В декабре 1984 — мае 1987 г. — секретарь Ворошиловградского областного комитета КПУ.
С мая 1987 по 12 апреля 1990 года — председатель исполнительного комитета Ворошиловградского областного Совета народных депутатов.
С 12 апреля 1990 по 22 января 1991 года — председатель Ворошиловградского областного Совета народных депутатов.
С 22 января 1991 по апрель 1992 года — председатель исполнительного комитета Ворошиловградского (Луганского) областного Совета народных депутатов.
В апреле 1992 — июль 1994 г. — председатель Луганского областного совета народных депутатов.
В сентябре 1994—2004 г. — председатель регионального отделения Фонда государственного имущества Украины в Луганской области.
С 2004 — на пенсии в городе Северодонецке Луганской области. Работал на общественных началах помощником народного депутата Украины 4-го созыва Валентина Дзоня и народного депутата Украины 5-го созыва Леонида Фесенко.
Скончался 12 января 2025 года в возрасте 85 лет.

## Награды
- два ордена Знак Почёта (1971, 1981)
- орден «За заслуги» III ст. (.10.1999)
- медали